# Nigel Evans
Nigel Martin Evans (Swansea, 10 novembre 1957) è un politico britannico, vice presidente del parlamento britannico dal 2010 al 2013.